# Florian Tennstedt
Florian Tennstedt (né le 6 septembre 1943 à Sangerhausen) est un spécialiste allemand des sciences sociales.

## Biographie
Tennstedt étudie les sciences sociales et le droit dans les universités de Göttingen et de Marbourg. Il obtient son doctorat à Göttingen puis travaille comme assistant de recherche à la TU Brunswick et comme conseiller académique à la Faculté de sociologie de l'Université de Bielefeld. Il est nommé à l'Université de Cassel et est professeur de politique sociale dans l'ancien département des affaires sociales. Ses recherches portent sur la politique sociale historique. Il est l'auteur de nombreuses publications et rédacteur en chef de la collection de sources en quarante volumes sur l'histoire de la politique sociale allemande de 1867 à 1914 . Tennstedt est membre de l'Académie des sciences et des lettres de Mayence.

## Travaux (sélection)
- als Herausgeber mit Christoph Sachße: Bettler, Gauner und Proleten. Armut und Armenfürsorge in der deutschen Geschichte. Ein Bild-Lesebuch (= rororo 7777 Rororo-Sachbuch). Rowohlt, Reinbek bei Hamburg 1983,  (ISBN 3-499-17777-3).
- mit Christoph Sachße: Die Bundesrepublik – Staat und Gesellschaft. Eine Einführung für soziale Berufe. Weinheim Verlag, München 2005,  (ISBN 3-7799-1948-6).
- mit Christoph Sachße: Geschichte der Armenfürsorge in Deutschland. 4 Bände. Kohlhammer, Stuttgart 1980–2012:
  - Band 1: Vom Spätmittelalter bis zum Ersten Weltkrieg. 1980,  (ISBN 3-17-005412-0);
  - Band 2: Fürsorge und Wohlfahrtspflege 1871–1929. 1988,  (ISBN 3-17-010083-1);
  - Band 3: Der Wohlfahrtsstaat im Nationalsozialismus. 1992,  (ISBN 3-17-010369-5);
  - Band 4: Fürsorge und Wohlfahrtspflege in der Nachkriegszeit 1945–1953. 2012,  (ISBN 978-3-17-022225-0).
- mit Alfons Labisch: Der Weg zum „Gesetz über die Vereinheitlichung des Gesundheitswesens“ vom 3. Juli 1934. Entwicklungslinien und -momente des staatlichen und kommunalen Gesundheitswesens in Deutschland. Düsseldorf 1985 (= Schriftenreihe der Akademie für öffentliches Gesundheitswesen in Düsseldorf. Band 13, 1.2).
- mit Alfons Labisch: Gesundheitsamt oder Amt für Volksgesundheit? Zur Entwicklung des öffentlichen Gesundheitsdienstes seit 1933. In: Norbert Frei (Hrsg.): Medizin und Gesundheitspolitik in der NS-Zeit. R. Oldenbourg Verlag, München 1991 (= Schriften der Vierteljahrshefte für Zeitgeschichte. Sondernummer),  (ISBN 3-486-64534-X), S. 35–66.
- Eckhard Hansen, Christina Kühnemund, Christine Schoenmakers, Florian Tennstedt (Bearb.): Biographisches Lexikon zur Geschichte der deutschen Sozialpolitik 1871 bis 1945. Band 2: Sozialpolitiker in der Weimarer Republik und im Nationalsozialismus 1919 bis 1945, Kassel University Press, Kassel 2018,  (ISBN 978-3-7376-0474-1).